# Марин Льо Пен
Марин Льо Пен (на френски: Marine Le Pen) е френски политик, дъщеря на Жан-Мари Льо Пен.

## Ранни години
Марин Льо Пен е родена на 5 август 1968 г. в Ньой сюр Сен. Завършва право в университета Париж-II: Пантеон-Асас и работи като адвокат. Още от 1986 г. е привлечена посредством баща си към каузата на Националния фронт.

## Политическа кариера
От 2003 г. е вицепрезидент в председателствания от баща ѝ Национален фронт, а от 2004 г. – депутат в Европарламента, преизбрана за втори мандат през 2009 г.
От 2011 г. замества баща си като лидер на политическата формация, като едновременно стартира кандидат-президентската си кампания за президент на Франция.
На 2 май 2011 тя се среща с лидера на българската националистическа партия Атака, Волен Сидеров, и заедно обсъждат нещата които обединяват всички националистически партии – първостепенната роля на нациите в днешния свят, скептицизма относно неолибералната икономическа система, връщането към християнските ценности и протекционизма. През март 2021 Марин Льо Пен подкрепя публично Веселин Марешки и неговата партия Воля за изборите за народни представители в България.
На изборите, проведени на 22 април 2012 г. тя получава 17,9% от гласовете, най-добрият резултат на кандидат на Националния фронт, но остава на трето място и не достига до балотаж.
Марин Льо Пен се включва в кампанията за президентските избори през април 2017 г. В първия тур тя заема второ място с 21,43% от гласовете и във втория тур на 7 май ще се изправи срещу Еманюел Макрон.

## Личен живот
Марин Льо Пен се развежда два пъти. От първия си брак с бизнесмена Франк Шофруа, член на Националния фронт, тя има три деца: Жана (род. 1998) и близнаците Луи и Матилда (род. 1999). След развода си с Шофруа през 2002 г. тя се омъжва за Ерик Иорио – съветник от Националния фронт в региона Па де Кале, но скоро отново се развежда. През 2011 г. в пресата се появява съобщение, че Марин Льо Пен живее във фактически брак с вицепрезидента на Националния фронт Луи Алио.